# Manoir d'Auffay
Le manoir d'Auffay est une demeure de la seconde moitié du XVe siècle qui se dresse dans le pays de Caux, sur le territoire de la commune française d'Oherville, dans le département de la Seine-Maritime, en région Normandie.
L'édifice, propriété privée ouverte à la visite sous conditions, est partiellement inscrit au titre des monuments historiques.

## Localisation
Le manoir d'Auffay est situé sur le plateau, au bord du versant boisé qui descend vers la vallée, sur la commune d'Oherville, dans le département français de la Seine-Maritime.

## Historique
À l'origine se trouve une installation castrale des XIe et XIIe siècles dont témoigne la motte à proximité du logis, qui a appartenu jusqu'au XVIIe siècle à la famille d'Houdetot. La reconstruction du château d'Auffay est probablement due à Guillaume d'Houdetot, en remplacement de son château d'Houdetot brûlé et détruit par les Anglais en 1423. Guillaume, neveu de Jean de Hangest, est grand maître des arbalétriers de France et bailli de Rouen comme l'a été son père à la fin du XIVe siècle. Mais, retardés par le conflit franco-anglais, les travaux ne commencent qu'au milieu du XVe siècle sous la direction de son fils Jean († 1492) alors gratifié par sa mère de cent livres de rente.
En 1485, Jean de Houdetot, seigneur du lieu de Harville (aujourd'hui Oherville) et d'Auffay-la-Mallet, et son épouse Marie de la Mothe, donnent à leurs fils aîné Jacques pour son mariage le fief d'Auffay. En 1492, ce même Jean, avant de décéder, ne donne à ses quatre autres enfants, Guillaume, Robert, Ambroise et Perrette, que le tiers de tous ses biens. Jacques, l'aîné, en dépit de la coutume particulière du pays de Caux, hérite des fiefs de Houdetot, Harville, Bihorel et Auffay. Dans un acte daté de 1493, Jacques, alors qu'il n'y est pas obligé, concède à ses frères et sœurs le fief principal de la famille et d'autres biens, mais conserve pour lui le fief d'Auffay, sur lequel il fera bâtir un peu plus tard.
Auffay échoit au XVIe siècle à un autre Guillaume d'Houdetot, lieutenant des cent gentilshommes de la Maison du roi, apparenté aux Blosset de Carrouges, puis à son fils Antoine, gentilhomme de la chambre du roi, puis au petit-fils de ce dernier, Pierre d'Houdetot, mort en 1567 à la bataille de Saint-Denis où il combat aux côtés du connétable de Montmorency. Pierre d'Houdetot transforme le château dans le goût de la Renaissance : lucarnes monumentales, escalier de pierre, et la voûte à caissons du vestibule datée de 1553 et attribuée traditionnellement à Jean Goujon.
En 1747 séjourne au château, chez son cousin Louis d'Houdetot, Charles-Édouard, prétendant au trône des Stuart.
Ses successeurs abandonnent le manoir au profit d'Herville. Le château parvient entre les mains de la famille des Le Poulletier de Motenant, futurs comtes d'Auffay, qui percent les grandes fenêtres sur la façade sud.
Le château et son domaine sont mis en vente en octobre 1890. Le mobilier du château appartenant à la comtesse de Vergès est vendu en décembre 1890. À la fin du XIXe siècle, Mlle Marie Le Verdier qui a acquis le château, avec l'aide de l'architecte Janet, restaure fortement l'édifice ; travaux à l'intérieur et sur la façade sud. Jean-Baptiste Foucher travaille à la restauration du vestibule.
En 1987, le manoir est la possession de la famille de Prunelé dans laquelle il est entré par alliance.
Le manoir a changé de propriétaires en 2012 et a fait l'objet d'importants travaux de réhabilitation achevés en 2021.

## Description
Ce sont sans doute Jacques d'Houdetot († 1513) et son petit-neveu Antoine († apr. 1531) qui ont bâti l'actuel manoir. Le logis date des premières années du XVIe siècle et a été modifié peu après le mariage d'Antoine de Houdetot et Catherine de Canonville-Raffetot, notamment le vestibule. Quelques travaux, dont la façade méridionale, sont l'œuvre, vers 1900, de l'architecte rouennais Émile Janet.
Le manoir se compose d'un corps de logis rectangulaire, flanqué de deux tours d'angle et d'une tourelle polygonale au centre de la façade nord, et en façade sud d'une tourelle au sud-ouest, et d'une galerie en encorbellement. La construction se caractérise par une succession de lits alternés de briques, grès et silex taillés à joint vifs composant un riche décor. L'ensemble présente un aspect fortifié : fossés et petites ouvertures du côté nord, témoin de l'architecture cauchoise de la fin de Moyen Âge, qui s'oppose à la façade méridionale où le décor de la fin des XVe et XVIe siècles s'impose.
Le domaine comprend également un colombier de même style et une motte castrale encore ceinte de son fossé.

## Visite
Ce domaine est une résidence privée. Il est visitable, ainsi que son colombier, pendant la période estivale, lors des journées du patrimoine. Des manifestations culturelles y ont lieu fréquemment (expositions, vernissages, représentations théâtrales…).

## Protection
Au titre des monuments historiques :
- le château est inscrit par arrêté du 2 février 1932 ;
- le colombier et la motte castrale, y compris son fossé sont inscrits par arrêté du 6 septembre 1996.